# 자오윈레이

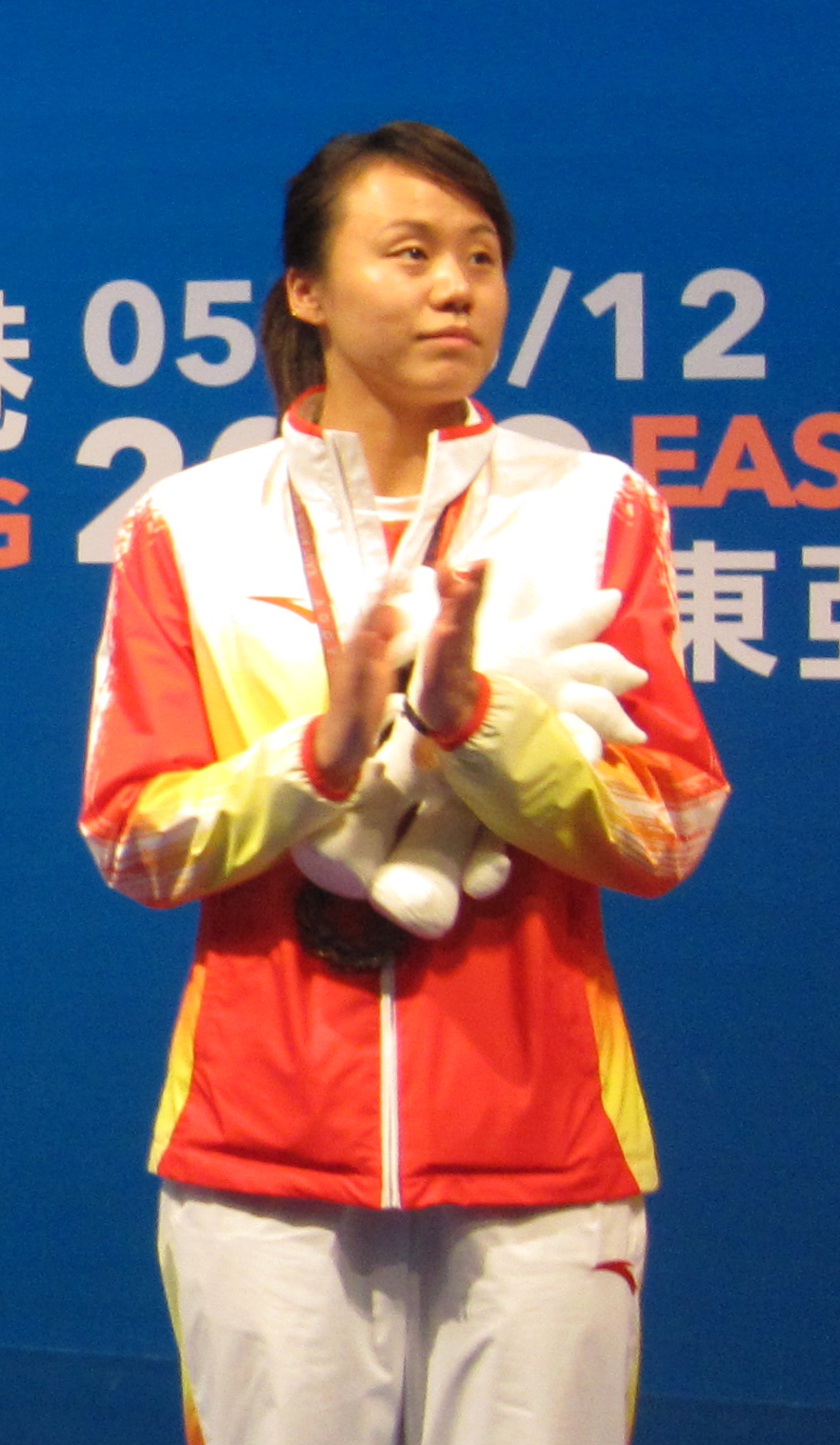

자오윈레이(赵芸蕾, 1986년 8월 25일 ~ )는 중국 출신의 혼합 및 여자 복식 배드민턴 선수이다. 화중과학기술대학교에서 학사학위를 취득했다. 2012년 혼합복식과 여자복식 모두에서 우승하며 같은 올림픽에서 2개의 금메달을 획득한 최초이자 유일한 배드민턴 선수이다. 자오윈레이는 2개의 올림픽 금메달을 획득하여 다른 9명의 선수와 함께 대열에 합류했다. 배드민턴 선수가 획득한 금메달의 수이다. 2014년과 2015년 BWF 세계 선수권 대회에서의 활약을 통해 2회 연속 BWF 세계 선수권 대회에서 2개의 금메달을 획득한 최초의 선수가 되었다.
2015년 BWF 세계 선수권 대회에서 총 9개의 메달을 획득한 가오링을 제치고 총 10개의 메달을 획득하여 세계 선수권 메달 집계에서 가장 성공적인 선수가 되었다. 또한, 2015년 BWF 세계 선수권 혼합 복식 타이틀을 획득함으로써 그녀와 파트너 장난 (배드민턴 선수)은 세 번의 세계 선수권 혼합 복식 타이틀을 획득했는데, 이는 사상 최초의 페어링이다. 자오윈레이는 올림픽, 세계 선수권 대회, 아시안 게임, 아시아 선수권 대회, 전영오픈 선수권 대회는 물론 세계 혼성 단체 선수권 대회(수디르만컵), 세계 여자 단체 선수권 대회(우버컵), 아시안게임 여자팀 금메달, 아시아여자팀 선수권대회를 포함한 여러 타이틀을 수상했다.
많은 사람들에게 전 팀 동료인 가오링과 같은 과거의 위대한 선수들과 함께 배드민턴 역사상 최고의 여성 복식 선수 중 한 명으로 간주된다. 자오윈레이는 개인 통산 타이틀 63개(혼합 38개, 여자 복식 25개)를 획득하며 혼합 및 여자 복식 모두에서 전반적으로 큰 성공을 거두었다. 63개의 개인 타이틀 중 42개는 슈퍼시리즈 타이틀(혼성 27개, 여자 복식 15개)로, 전체 슈퍼시리즈 성과 측면에서 세 번째로 성공적인 선수이자 이 점에서도 가장 성공적인 여성 선수가 되었다. 2016년 올림픽 이후 자오는 국제 배드민턴 대회에서 은퇴했다.